# Kmet (priimek)
Kmet je pogost priimek v Sloveniji, ki ga je po podatkih Statističnega urada Republike Slovenije na dan 31. decembra 2007 uporabljalo 248 oseb in na dan 1. januarja 2010 prav tako 248 oseb.

## Znani nosilci priimka
- Janez Kmet (1916—2003), zdravnik epidemiolog, onkolog
- Janez Kmet (1917—1965), duhovnik in pisatelj
- Jasna Župančič Kmet (1923—2010), zdravnica epidemiologinja
- Majda (Kmet) Benedik (1918—1995), zdravnica pediatrinja
- Marija Kmet (1891—1974), pisateljica, prevajalka, novinarka
- Milan Kmet  [u.—1962], komandant 1. prekomorske brigade
- Mirko Kmet (1919—1996) in Rezka Kmet (1918—2010), farmacevta
- Peter Kmet, španski borec
- Silva Kmet (1913—1982) psihologinja, aktivistka OF
- Stane Kmet (1905—1968), smučarski tekač